# María Mercedes Margalot
María Mercedes Margalot (28. lipnja 1975.) je argentinska hokejašica na travi iz Buenos Airesa. Igra na položaju obrambene igračice.
Igrala je za klubove u Nizozemskoj, prvo za Oranje Zwart iz Eindhovena, a onda za Push iz Brede.
Osvajačica je srebrnog odličja na OI 2000. u Sydneyu i brončanog odličja na OI 2004. u Ateni.
Francuskog je podrijetla.
Po stanju od 3. studenog 2009., igra je za klub Club Saint Catherine's.